# Пельс-Оберкурцгайм
Пельс-Оберкурцгайм (нім. Pöls-Oberkurzheim) — ярмаркова громада  (нім. Marktgemeinde)  в Австрії, у федеральній землі Штирія. Пельс-Оберкурцгайм засновано у 2015 році, під час земельної реформи Штирії. Було об'єднано муніципалітети Пельс та Оберкурцгайм.
Входить до складу округу Мурталь. Населення становить 3031 ос. (станом на 31 грудня 2015 року). Займає площу 62 км².